# Bobby Warshaw
William Robert "Bobby" Warshaw, född 21 november 1988 i Mechanicsburg i Pennsylvania, är en amerikansk fotbollsspelare som spelar för Harrisburg City Islanders.

## Klubbkarriär

### Tidig karriär
Warshaws moderklubb är Mechanicsburg SC. Han debuterade inom collegefotbollen 2007 för Stanford Universitys idrottsförening Stanford Cardinal. Under sin debutsäsong spelade han 17 matcher från start och gjorde fem mål. Under säsongerna 2008, 2009 och 2010 var han lagkapten. Han gjorde totalt 18 mål under sin tid på Stanford, trots att han blev nerflyttad i försvaret under sina sista två säsonger.

### FC Dallas
Warshaw blev draftad av FC Dallas i den första omgången (17:e totalt) vid MLS SuperDraft 2011. Han debuterade för FC Dallas den 7 maj 2011 som inhoppare i en 0–0-match mot DC United. Under sin första säsong i klubben spelade han 17 matcher och gjorde ett matchavgörande mål mot Sporting Kansas City den 27 augusti. Han spelade även nio matcher för Dallas reservlag.
Han spelade i premiärmatchen av säsongen 2012 mot Red Bull New York den 11 mars. Matchen slutade med en 2–1-vinst för Dallas och Warshaw blev inbytt i den 74:e minuten mot Ricardo Villar. Han spelade totalt sex matcher under säsongen, varav två från start. Han spelade även åtta matcher och gjorde ett mål för reservlaget.
Under 2013 spelade han nio matcher för Dallas, varav endast en från start. Han spelade även fem matcher för reservlaget där han även gjorde ett mål samt en assist.

### Ängelholms FF
I augusti 2013 lånades Warshaw ut till Ängelholms FF för resten av säsongen. Han gjorde åtta mål och en assist på nio matcher för ÄFF i Superettan 2013.

### Gais
I februari 2014 skrev Warshaw på ett ettårskontrakt med option för förlängning med Gais. Han gjorde sin debut för Gais i Superettan 2014 i premiärmatchen den 6 april 2014 mot IFK Värnamo. Matchen slutade 1–1 och Warshaw blev utbytt i halvlek mot Joel Johansson. Han gjorde sitt första mål den 12 maj 2014 när han på övertid gjorde det avgörande 1–0-målet på nick mot IK Sirius. I augusti 2014 lämnade Warshaw klubben för norska Bærum.

## Landslagskarriär
Warshaw debuterade för USA:s U17-landslag mot Honduras 2005. Han gjorde sitt första mål i en 2–1-seger över Venezuela vid Panamerikanska spelen 2007. Han har totalt spelat sju U17-landskamper samt sex U19-landskamper för USA.